# Mimopsacothea enganensis
Mimopsacothea enganensis är en skalbaggsart som beskrevs av Stefan von Breuning 1973. Mimopsacothea enganensis ingår i släktet Mimopsacothea och familjen långhorningar. Inga underarter finns listade i Catalogue of Life.